# Itara
Sous-famille
Genre
Itara est un genre d'insectes orthoptères de la famille des Gryllidae, le seul de la sous-famille des Itarinae.
Les Itarinae appartiennent à un groupe avec les Gryllinae Laicharting, 1781, les Gryllomiminae Gorochov 1986, les Gryllomorphinae Saussure 1877, les Landrevinae Gorochov 1982, les Sclerogryllinae Gorochov 1985 et les †Gryllospeculinae Gorochov 1985.

## Distribution
Les espèces de ce genre se rencontrent en Asie du Sud et en Asie du Sud-Est.

## Liste des espèces
Selon Orthoptera Species File (27 mars 2010) :
- Itara (Bornitara) Gorochov, 1997
  - Itara borneoensis Gorochov, 1997
  - Itara chopardi Gorochov, 1997
  - Itara copiosa Gorochov, 2007
  - Itara kalimantanensis Gorochov, 1997
  - Itara latipennis Chopard, 1930
  - Itara sabahensis Gorochov, 1997
  - Itara sarawakensis Gorochov, 1997
  - Itara trusmadi Gorochov, 2007
- Itara (Gryllitara) Chopard, 1931
  - Itara ampla Gorochov, 2001
  - Itara diligens Gorochov, 1997
  - Itara pendleburyi (Chopard, 1931)
- Itara (Itara) Walker, 1869
  - Itara abdita Gorochov, 1996
  - Itara aperta Gorochov, 1996
  - Itara communis Gorochov, 1997
  - Itara distincta Gorochov, 1997
  - Itara kirejtshuki Gorochov, 1997
  - Itara korotyaevi Gorochov, 1997
  - Itara minor Chopard, 1925
  - Itara mjobergi Chopard, 1930
  - Itara palawanensis Gorochov, 2004
  - Itara sericea Walker, 1869
  - Itara vietnamensis Gorochov, 1985
- Itara (Maxitara) Gorochov, 2001
  - Itara latiapex Gorochov, 2007
  - Itara maxima Gorochov, 2001
  - Itara megacephala Gorochov, 2007
  - Itara parallela Gorochov, 2007
- Itara (Micritara) Gorochov, 1997
  - Itara denticulata Chopard, 1940
  - Itara minuta Chopard, 1940
- Itara (Noctitara) Gorochov, 1997
  - Itara nocturna Gorochov, 1988
  - Itara pacholatkoi Gorochov, 1997
  - Itara sonabilis Gorochov, 1996
  - Itara thailandensis Gorochov, 1997
- Itara (Phormincter) Saussure, 1878
  - Itara finitima Gorochov, 2007
  - Itara ivanovi Gorochov, 2008
  - Itara johni Gorochov, 1997
  - Itara kerzhneri Gorochov, 1997
  - Itara major Chopard, 1930
  - Itara melanocephala Gorochov, 1988
  - Itara microcephala (Haan, 1842)
  - Itara mira Gorochov, 2007
  - Itara popovi Gorochov, 1997
  - Itara proxima Gorochov, 1997
  - Itara raggei Gorochov, 1997
  - Itara similis Gorochov, 1988
  - Itara uvarovi Gorochov, 1997
- Itara (Singitara) Gorochov, 1997
  - Itara nigra Gorochov, 1997
  - Itara singularis Gorochov, 1997
- Itara (Tinnitara) Gorochov, 2007
  - Itara sympatrica Gorochov, 2007
  - Itara tinnula Gorochov, 2007

## Référence
- Walker, 1869 : Catalogue of the specimens of Dermaptera Saltatoria and supplement to the Blattariae in the collections of the British Museum (Part I). British Museum, London, p. 1-224.
- Chopard, 1932 : Résultats scientifiques du voyage aux Indes Orientales Néerlandaises de LL.AA.RR. le Prince et la Princesse Léopold de Belgique. IV. 1. Gryllidae et Gryllacrididae. Mémoires du Muséum d’Histoire Naturelle de Belgique, vol. 14, p. 1-22.